# 孙恭 (东吴)
孙恭（?—?），东吴宗室，孙坚弟弟孙静的孙子，父亲孙暠。孙暠三子：孙绰、孙超、孙恭。孙超为偏将军。孙绰为安民都尉，是孙綝的父亲。孙恭任散骑侍郎，他的儿子孙峻是孙权儿子孙亮在位时的权臣，一女年长于孙峻，嫁全尚，一女年幼于孙峻，嫁朱据子朱损。